# Agua Dulce (Teksas)
Agua Dulce je grad u američkoj saveznoj državi Teksas. Prema popisu stanovništva iz 2010. u njemu je živjelo 812 stanovnika.